# エサンベ鼻北小島
エサンベ鼻北小島（エサンベはなきたこじま）は、北海道猿払村の沖合およそ500 mにあった無人島である。

## 概要
1987年（昭和62年）の測量では平均海面から1.4 mの高さがあり、この測量に基づき海図や国土地理院の地図に記載された。2009年に総合海洋政策本部が策定した「海洋管理のための離島の保全・管理のあり方に関する基本方針」に則り、2014年に日本の領海の基点になる離島として名前が付けられた158の無人島の一つである。ただし後述するように、この時すでに島は残っていなかったものと思われる。なお同じ猿払村にある海馬島や枝幸町の水かぶり岩、雄武町の幌内北小島は海上保安庁の環境脆弱性指標図（2017年3月作成）に記載されているが、エサンベ鼻北小島はすでに記載されていない。

## 島の消失
2018年9月1日に北海道のオホーツク沿岸を訪れた『幻島図鑑』の著者清水浩史によると、ゴメ島や水かぶり岩および海馬島は海岸から目視できたが、エサンベ鼻北小島が存在するはずの場所に島影は見られず、付近の浜鬼志別漁港や浜猿払港で通りすがりの人に尋ねても島の存在を知らなかったという。この情報を清水が知人の朝日新聞の記者に伝えたことがきっかけで、10月31日の朝刊に記事が掲載され、同日のうちに他社のマスメディアにおいても報道された。
報道によると、10月上旬に地元住民から「見当たらなくなっている」と海上保安庁第1管区海上保安本部に情報が寄せられ、海上保安本部の担当者によれば、波や流氷による浸食を受け海上部分がなくなった可能性があるとしている。
昭和50年代頃には小さな島が存在していたと話す漁業者もおり、漁船で用いられるGPSシステムに表示されることから、島の存在を知らない漁業者は海中にある岩礁だと思って迂回していたという。「30数年〜40年くらい前」には「岩」が見えており、当時は海面から1mほどの高さで「3人くらい腰掛けられる程度」の大きさがあり、つるつるした滑りやすい岩肌だったという証言もある。
2019年5月20日から24日にかけて第1管区海上保安本部により、目視や水中音波探知機などを使った現地調査が行われた。当初は、島の一部に降りての調査も計画されていたが、足場が狭く危険と判断されたため、船上からの調査となった。
9月24日、海上保安庁は調査の結果、「エサンベ鼻北小島は消失し、非常に水深の浅い浅瀬が存在する」と発表した。干潮時に陸地が水面上にある低潮高地と定義できれば領海の基準となるため、海上保安庁はさらに1年以上かけて調査を行い、2023年2月2日には内閣府がエサンベ鼻北小島は島ではなく、低潮高地も発見されなかったとする調査結果を公表した。

## 位置
- エサンベ鼻北小島 - 地理院地図
- エサンベ鼻北小島 - Google マップ